# Nicolas Durand-Zouky
Pour les articles homonymes, voir Nicolas Durand (homonymie) et Durand.
 (septembre 2012).
Si vous disposez d'ouvrages ou d'articles de référence ou si vous connaissez des sites web de qualité traitant du thème abordé ici, merci de compléter l'article en donnant les références utiles à sa vérifiabilité et en les liant à la section « Notes et références ».
Nicolas Durand-Zouky est un scénariste de télévision français. Il est un des créateurs des séries télévisées Léa Parker, Disparitions, retour aux sources et Plus belle la vie.
En 2013, il produit des épisodes de la série Camping Paradis. Il dirige aussi la série Commissaire Magellan, dont il co-écrit plusieurs épisodes. 
En 2017, il est le directeur de collection de la nouvelle saga de TF1, Demain nous appartient.

## Filmographie
- 2019 : Un avion sans elle (mini-série TV)
- 2017 - en cours : Demain nous appartient
- 2013-2015 : Commissaire Magellan
- 2009 : Le Repenti (film)
- 2008 : Disparitions
- 2006: Cœur Océan (série jeunesse)
- 2004-2007 : Plus belle la vie
- 2004: Ma Terminale (série jeunesse)
- 2004-2006 : Léa Parker